# West Hampton Dunes

West Hampton Dunes es una villa ubicada en el condado de Suffolk en el estado estadounidense de Nueva York. En el año 2000 tenía una población de 11 habitantes y una densidad poblacional de 12.4 personas por km².

## Geografía
West Hampton Dunes se encuentra ubicada en las coordenadas 40°46′30″N 72°43′3″O / 40.77500, -72.71750. Según la Oficina del Censo, la ciudad tiene un área total de 2,2 km² (0,8 mi²), de la cual 0,9 km² (0,3 mi²) es tierra y 1,3 km² (0,5 mi²) (60.47%) es agua.

## Demografía
Según la Oficina del Censo en 2000 los ingresos medios por hogar en la localidad eran de $58,438, y los ingresos medios por familia eran $74,412. Los hombres tenían unos ingresos medios de $67,083 frente a los $0 para las mujeres. La renta per cápita para la localidad era de $57,150. Alrededor del 0% de la población estaban por debajo del umbral de pobreza.